# Mercedes-Maybach GLS
Mercedes-Maybach GLS – samochód osobowy typu SUV klasy dużych aut luksusowych produkowany przez oddział Mercedes-Maybach niemieckiej marki Mercedes-Benz od 2019 roku.

## Historia i opis modelu

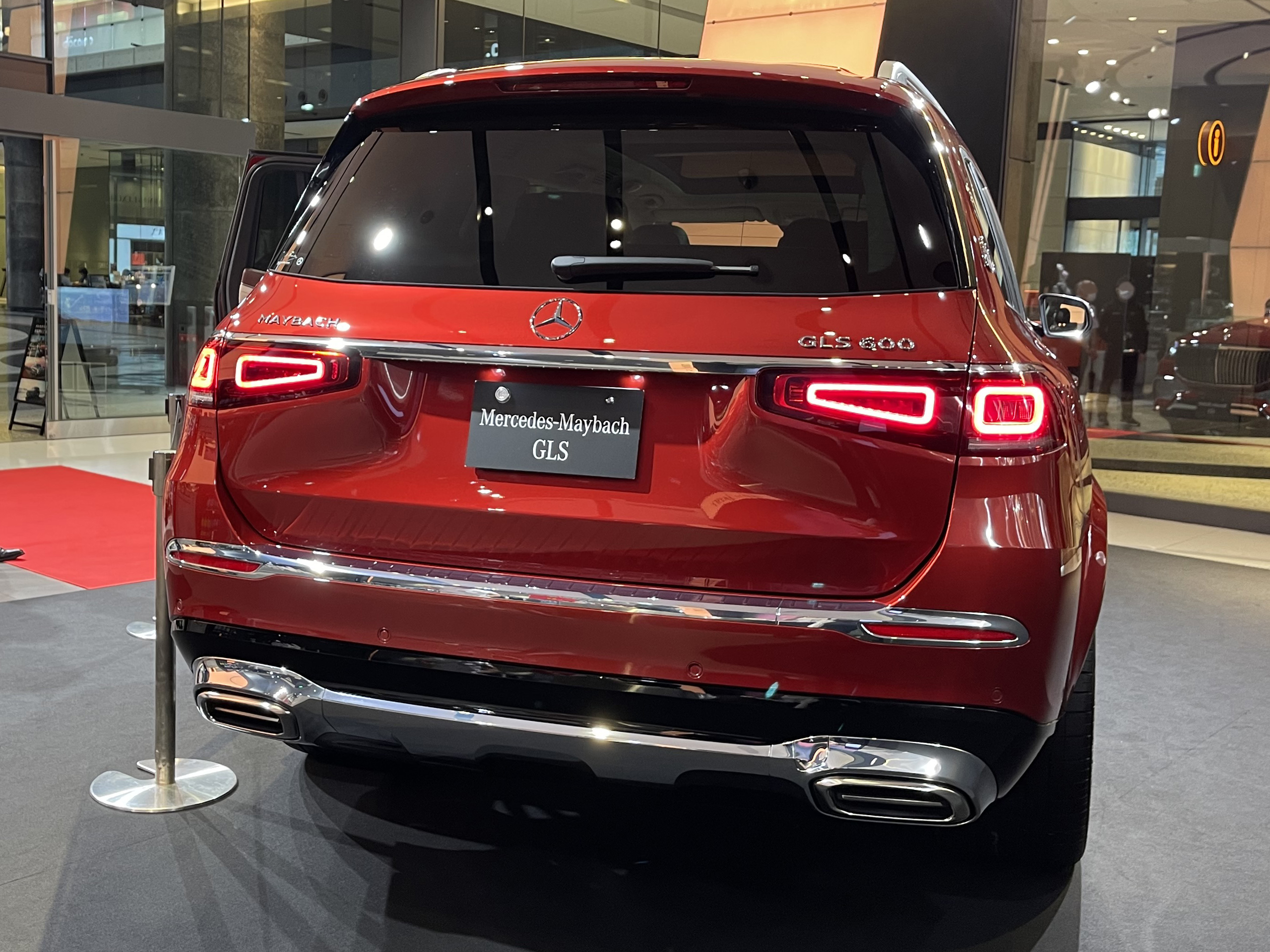
Mercedes-Maybach GLS - tył

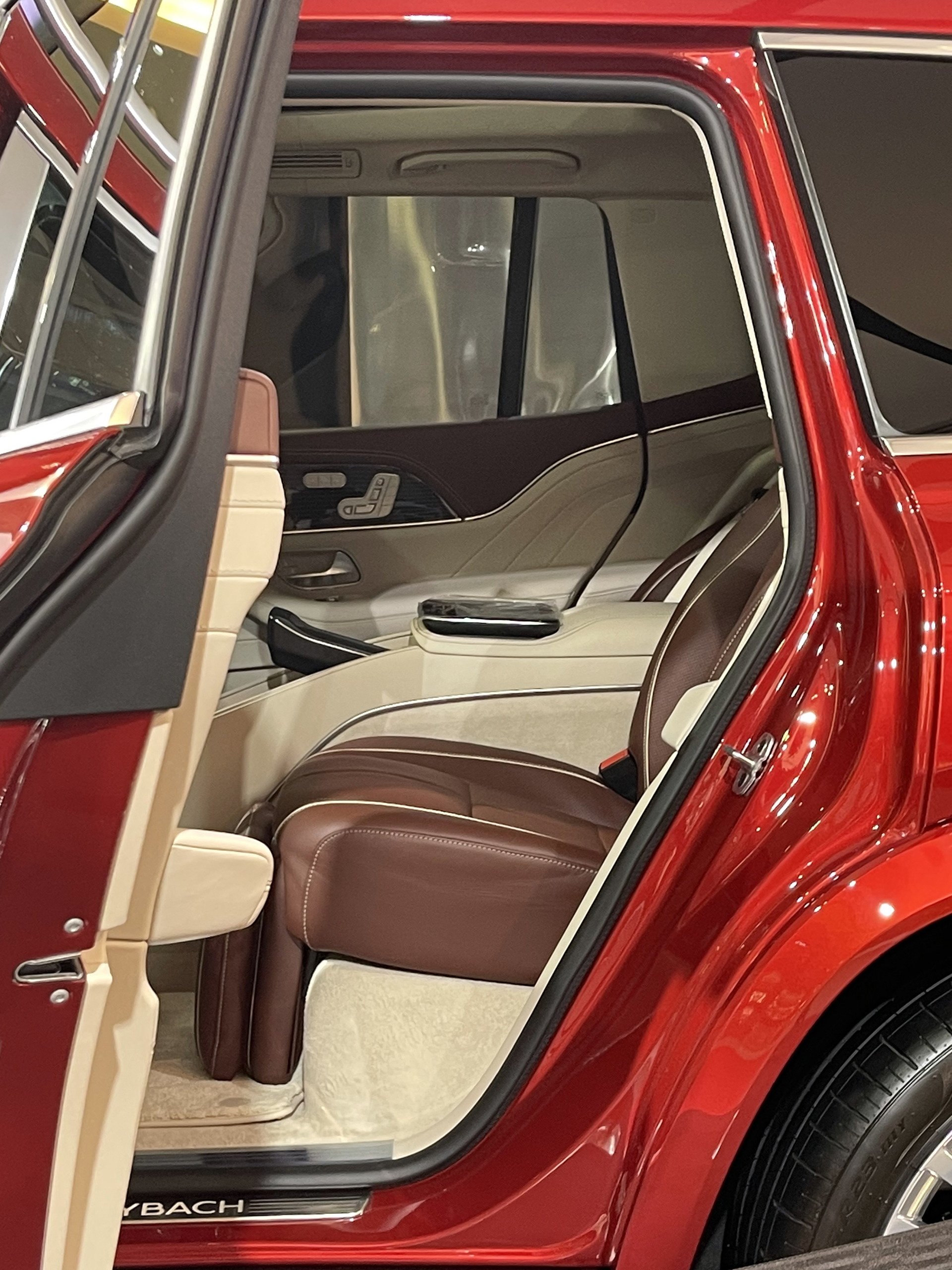
Mercedes-Maybach GLS - tylny rząd foteli

Oficjalna premiera pierwszego w historii SUV-a sygnowanego znaczkiem submarki Maybach odbyła się w listopadzie 2019 roku w Los Angeles. Mercedes-Maybach GLS został oparty na bazie drugiej generacji Mercedesa GLS, odróżniając się od niego jednak zarówno wizualnie, jak i technicznie. Samochód jest przede wszystkim dłuższy, co wynika głównie z dłuższego o ponad 10 centymetrów rozstawu osi. Przekłada się to na przestrzeń w tylnym rzędzie siedzeń, który aranżacją wyraźnie różni się od klasycznego GLS-a. Pojawiły się dwa, niezależne fotele umożliwiające szeroki zakres regulacji. Nie zabrakło też podparcia dla nóg, zmian oświetlenia przedziału pasażerskiego i schowków na kieliszki do szampana - typowych rozwiązań znanych już z limuzyny Mercedes-Maybach S.

### Stylistyka
Pod kątem wizualnym, Mercedes-Maybach GLS wyróżnia się innym wyglądem przodu - pojawiła się większa, chromowana atrapa chłodnicy z napisem "Maybach" na szczycie i stojącym znaczkiem Mercedesa na masce. Producent wprowadził też większy wlot powietrza w zderzaku, w całości wyłożony chromem. Ponadto, z boku samochodu pojawił się duży podest mający ułatwiać wsiadanie dla pasażerów tylnej kanapy, a nowością z tyłu jest znaczek Maybacha na słupku C oraz nazwa producenta na klapie bagażnika.

### Silniki
Pod maską SUV-a Maybacha znalazło się 4-litrowe V8 o mocy 558 KM i maksymalnym momencie obrotowym wynoszącym 730 Nm. Układ napędowy opracowany specjalnie z myślą o tym modelu współpracuje z 48-woltową instalacją elektryczną sygnowaną nazwą EQ Boost. Mercedes-Maybach GLS jest bezpośrednią odpowiedź na innego drogiego i ultraluksusowego SUV-a Rolls-Royce'a - model Cullinan.